# Coccobius miyatakei
Coccobius miyatakei is een vliesvleugelig insect uit de familie Aphelinidae. De wetenschappelijke naam is voor het eerst geldig gepubliceerd in 1977 door Ishihara.